# 中國早安
《中國早安》（英語：Good Morning China），為中國電視公司於1991年5月20日至1993年12月31日間每日早晨06:30至08:15所播放的晨間新聞節目，太國影視負責人兼製作人文從道製作，澄、陳乃輝擔任雙主播。1992年標題字型採用孫中山楷書體，與中視RGB三色商標楷書體相同。

## 歷史
1991年5月20日，《中國早安》開播，取代《我愛早晨》。
1992年2月17日，中視與美國哥倫比亞廣播公司（CBS）合作，在《中國早安》時段內的每日07:30-07:45聯播《CBS晚間新聞》，于澄與陳乃輝及時作重點口譯。